# Septoria ammophilae
Septoria ammophilae är en svampart som beskrevs av Syd. & P. Syd. 1900. Septoria ammophilae ingår i släktet Septoria och familjen Mycosphaerellaceae.   Inga underarter finns listade i Catalogue of Life.